# Ordinariato militar de Corea
El ordinariato militar de Corea es una circunscripción eclesiástica latina de la Iglesia católica en Corea del Sur, inmediatamente sujeta a la Santa Sede. El ordinariato militar tiene al obispo Titus Seo Sang-Bum como su ordinario desde el 2 de febrero de 2021. 

## Territorio y organización
El ordinariato militar tiene jurisdicción personal peculiar ordinaria y propia sobre los fieles católicos militares de rito latino (y otros fieles definidos en los estatutos), incluso si se hallan fuera de las fronteras del país, pero los fieles continúan siendo feligreses también de la diócesis y parroquia de la que forman parte por razón del domicilio o del rito, pues la jurisdicción es cumulativa con el obispo del lugar. Los cuarteles y los lugares reservados a los militares están sometidos primera y principalmente a la jurisdicción del ordinario militar, y subsidiariamente a la jurisdicción del obispo diocesano cuando falta el ordinario militar o sus capellanes. El ordinariato tiene su propio clero, pero los obispos diocesanos le ceden sacerdotes para llevar adelante la tarea de capellanes militares de forma exclusiva o compartida con las diócesis.
La sede del ordinariato militar se encuentra en la ciudad de Seúl, en donde se halla la Catedral de Nuestra Señora de la Asunción.
En 2019 la diócesis estaba dividida en 78 parroquias.

## Historia
El 7 de febrero de 1951 fue establecido el servicio religioso en las Fuerzas Armadas de la República de Corea, alistándose 11 sacerdotes el 28 de febrero de 1951. El obispo Deok-Hong Choi de la diócesis de Daegu asumió como el primer obispo supervisor, siendo el primero de ocho sucesivos sin modificarse la jurisdicción de las diócesis. 
Mediante la promulgación de la constitución apostólica Spirituali Militum Curae por el papa Juan Pablo II el 21 de abril de 1986 los vicariatos militares fueron renombrados como ordinariatos militares o castrenses y equiparados jurídicamente a las diócesis. Cada ordinariato militar se rige por un estatuto propio emanado de la Santa Sede y tiene a su frente un obispo ordinario nombrado por el papa teniendo en cuenta los acuerdos con los diversos Estados. 
El 23 de octubre de 1989 el papa Juan Pablo II creó el ordinariato militar de Corea.

## Episcopologio
- Augustine Cheong Myong-jo † (23 de octubre de 1989-5 de noviembre de 1998 nombrado obispo coadjutor de Pusan)
- Peter Lee Ki-heon (29 de octubre de 1999-26 de febrero de 2010 nombrado obispo de Uijongbu)
- Francis Xavier Yu Soo-il, O.F.M. (16 de julio de 2010-2 de febrero de 2021 retirado)
- Titus Seo Sang-Bum, desde el 2 de febrero de 2021

## Estadísticas
De acuerdo al Anuario Pontificio 2020 el ordinariato en 2019 tenía 106 sacerdotes.
| Año                                                                             | Población            | Población | Población      | Sacerdotes | Sacerdotes    | Sacerdotes    | Bautizados por sacerdote | Diáconos permanentes | Religiosos | Religiosos | Parroquias |
| Año                                                                             | Bautizados católicos | Total     | % de católicos | Total      | Clero secular | Clero regular | Bautizados por sacerdote | Diáconos permanentes | Varones    | Mujeres    | Parroquias |
| ------------------------------------------------------------------------------- | -------------------- | --------- | -------------- | ---------- | ------------- | ------------- | ------------------------ | -------------------- | ---------- | ---------- | ---------- |
| 1999                                                                            |                      |           |                | 76         | 76            |               | 0                        |                      |            | 51         | 74         |
| 2000                                                                            |                      |           |                | 74         | 74            |               | 0                        |                      |            | 47         | 74         |
| 2001                                                                            |                      |           |                | 76         | 76            |               | 0                        |                      |            | 45         |            |
| 2002                                                                            |                      |           |                | 77         | 77            |               | 0                        |                      |            | 51         | 76         |
| 2003                                                                            |                      |           |                | 80         | 80            |               | 0                        |                      |            | 52         | 79         |
| 2004                                                                            |                      |           |                | 80         | 80            |               | 0                        |                      |            | 53         | 79         |
| 2013                                                                            |                      |           |                | 96         | 96            |               | 0                        |                      |            | 42         | 96         |
| 2016                                                                            |                      |           |                | 99         | 99            |               | 0                        |                      |            | 43         | 95         |
| 2019                                                                            |                      |           |                | 106        | 103           | 3             |                          |                      | 3          | 38         | 99         |
| Fuente: Catholic-Hierarchy, que a su vez toma los datos del Anuario Pontificio. |                      |           |                |            |               |               |                          |                      |            |            |            |